# Signe Bruun
Signe Kallesøe Bruun (26 aprile 1998) è una calciatrice danese, centrocampista offensivo del Real Madrid, e della nazionale danese.

## Carriera

### Club
Nella stagione 2013-2014 Signe Bruun veste la maglia dello VSK Aarhus per passare dalla stagione successiva alle campionesse in carica del Fortuna Hjørring, debuttando così in Elitedivisionen, massima serie del campionato danese femminile di calcio. Con le biancoverdi gioca in Champions League, competizione nella quale debutta l'8 novembre 2014, occasione della trasferta persa 2-1 con le svedesi del Rosengård. Rimane con il Fortuna Hjørring per le tre intere stagioni successive, dove condivide con le compagne il double campionato-coppa di Danimarca della stagione 2015-2016 e il primo posto in Elitedivisionen 2017-2018, più l'inizio della stagione 2018-2019 quando lascia la società per trasferirsi al Paris Saint-Germain per il suo primo campionato estero firmando con la squadra francese un contratto triennale.
Nel giugno 2021, dopo tre stagioni consecutive al Paris Saint-Germain, Bruun si è trasferita all'Olympique Lione. A disposizione del tecnico Sonia Bompastor trova molto spazio venendo impiegata con continuità nella prima parte della stagione, per lei 11 presenze e 6 reti su 13 incontri di campionato, tuttavia dato il ritorno in organico di elementi in prestito dal OL Reign quali Dzsenifer Marozsán e Eugénie Le Sommer, la società ritiene di cederla in prestito al Manchester United per la seconda parte della stagione.

### Nazionale
Bruun inizia ad essere convocata dalla Federcalcio danese per vestire la maglia delle nazionali giovanili danesi a partire dal 2013, debuttando non ancora quindicenne con la formazione under 16 giocandovi fino all'anno seguente, disputando complessivamente 9 incontri e siglando una rete.
Sempre nel 2013, dall'agosto viene aggregata alla under 17 impegnata nella fase di qualificazione al campionato europeo di Inghilterra 2014. la squadra, che chiude al primo posto nel gruppo 10 durante la prima fase, nella fase élite con due partite perse e un pareggio non riesce a qualificarsi per la fase finale. Bruun scende in campo per tutti i sei incontri giocati dalla sua nazionale, siglando 5 reti nella prima fase e l'unica, contro l'Italia, in quella élite.
Nel 2017 il ct ad interim Søren Randa-Boldt la convoca per la prima volta nella nazionale maggiore, inserita in rosa con la squadra che affronta le qualificazioni al Mondiale di Francia 2018. Bruun fa il suo breve debutto in occasione dell'incontro del 24 ottobre 2017 con la Croazia, rilevando Nadia Nadim al 90'+2 e siglando due minuti più tardi la rete del definitivo 4-0 sulle avversarie. Con il definitivo passaggio al tecnico Lars Søndergaard, questo le rinnova la fiducia convocandola per l'edizione 2018 dell'Algarve Cup dove condivide con le compagne la prestazione della sua squadra, condizionata da un girone eliminatorio con avversarie come le campionesse d'Europa dei Paesi Bassi e le vicecampionesse del Mondo del Giappone che la classificano al terzo posto davanti all'Islanda, nazionale che poi la supererà nella finale per in 9º posto. Durante il torneo Søndergaard la impiega nel solo incontro perso con le giapponesi per 2-0 nel finale di partita, rilevando al 63' Frederikke Thøgersen quando l'incontro era ancora sullo 0-0.

## Statistiche

### Presenze e reti nei club
Statistiche aggiornate al 7 aprile 2025.
| Stagione                   | Squadra                    | Campionato                 | Campionato | Campionato | Coppe nazionali | Coppe nazionali | Coppe nazionali | Coppe continentali | Coppe continentali | Coppe continentali | Altre coppe | Altre coppe | Altre coppe | Totale | Totale |
| Stagione                   | Squadra                    | Comp                       | Pres       | Reti       | Comp            | Pres            | Reti            | Comp               | Pres               | Reti               | Comp        | Pres        | Reti        | Pres   | Reti   |
| -------------------------- | -------------------------- | -------------------------- | ---------- | ---------- | --------------- | --------------- | --------------- | ------------------ | ------------------ | ------------------ | ----------- | ----------- | ----------- | ------ | ------ |
| 2014-2015                  | Fortuna Hjørring           | ED                         | ?          | ?          | CD              | ?               | ?               | UWCL               | 2                  | 0                  | -           | -           | -           | ?      | ?      |
| 2015-2016                  | Fortuna Hjørring           | ED                         | ?          | ?          | CD              | ?               | ?               | UWCL               | 0                  | 0                  | -           | -           | -           | ?      | ?      |
| 2016-2017                  | Fortuna Hjørring           | ED                         | ?          | ?          | CD              | ?               | ?               | UWCL               | 4                  | 0                  | -           | -           | -           | ?      | ?      |
| 2017-2018                  | Fortuna Hjørring           | ED                         | 22         | 18         | CD              | ?               | ?               | UWCL               | 2                  | 1                  | -           | -           | -           | ?      | ?      |
| ago.-set. 2018             | Fortuna Hjørring           | ED                         | 2          | 2          | CD              | ?               | ?               | UWCL               | -                  | -                  | -           | -           | -           | 2+     | 2+     |
| Totale Fortuna Hjørring    | Totale Fortuna Hjørring    | Totale Fortuna Hjørring    | 42         | 29         | -               | ?               | ?               | -                  | 8                  | 1                  | -           | -           | -           | 50+    | 30+    |
| set. 2018-2019             | Paris Saint-Germain        | D1                         | 13         | 3          | CF              | 1               | 0               | UWCL               | 3                  | 1                  | -           | -           | -           | 17     | 4      |
| 2019-2020                  | Paris Saint-Germain        | D1                         | -          | -          | CF              | 2               | 1               | UWCL               | 2                  | 1                  | TC          | 0           | 0           | 4      | 2      |
| 2020-2021                  | Paris Saint-Germain        | D1                         | 18         | 7          | CF              | 1               | 1               | UWCL               | 4                  | 0                  | -           | -           | -           | 23     | 8      |
| Totale Paris Saint-Germain | Totale Paris Saint-Germain | Totale Paris Saint-Germain | 31         | 10         | -               | 4               | 2               | -                  | 9                  | 2                  | -           | 0           | 0           | 44     | 14     |
| 2021-gen. 2022             | Olympique Lione            | D1                         | 11         | 6          | CF              | 1               | 0               | UWCL               | 8                  | 1                  | TC          | -           | -           | 20     | 7      |
| gen.-giu. 2022             | Manchester United          | WSL                        | 5          | 0          | WC              | 1               | 0               | -                  | -                  | -                  | WLC         | 1           | 0           | 7      | 0      |
| 2022-2023                  | Olympique Lione            | D1                         | 18         | 8          | CF              | 0               | 0               | UWCL               | 6                  | 2                  | TC          | 0           | 0           | 24     | 10     |
| Totale Olympique Lione     | Totale Olympique Lione     | Totale Olympique Lione     | 29         | 14         | -               | 1               | 0               | -                  | 14                 | 3                  | -           | 0           | 0           | 44     | 17     |
| 2023-2024                  | Real Madrid                | BL                         | 25         | 13         | CS              | 1               | 0               | UWCL               | 5                  | 1                  | SS          | -           | -           | 31     | 14     |
| 2024-2025                  | Real Madrid                | BL                         | 20         | 9          | CS              | 3               | 1               | UWCL               | 9                  | 5                  | SS          | 2           | 0           | 34     | 15     |
| Totale Real Madrid         | Totale Real Madrid         | Totale Real Madrid         | 45         | 22         | -               | 4               | 1               | -                  | 14                 | 6                  | -           | 2           | 0           | 65     | 29     |
| Totale carriera            | Totale carriera            | Totale carriera            | 152        | 75         | -               | 10+             | 3+              | -                  | 45                 | 12                 | -           | 3           | 0           | 210+   | 90+    |

### Cronologia presenze e reti in nazionale
| Cronologia completa delle presenze e delle reti in nazionale ― Danimarca | Cronologia completa delle presenze e delle reti in nazionale ― Danimarca | Cronologia completa delle presenze e delle reti in nazionale ― Danimarca | Cronologia completa delle presenze e delle reti in nazionale ― Danimarca | Cronologia completa delle presenze e delle reti in nazionale ― Danimarca | Cronologia completa delle presenze e delle reti in nazionale ― Danimarca | Cronologia completa delle presenze e delle reti in nazionale ― Danimarca | Cronologia completa delle presenze e delle reti in nazionale ― Danimarca |
| Data                                                                     | Città                                                                    | In casa                                                                  | Risultato                                                                | Ospiti                                                                   | Competizione                                                             | Reti                                                                     | Note                                                                     |
| ------------------------------------------------------------------------ | ------------------------------------------------------------------------ | ------------------------------------------------------------------------ | ------------------------------------------------------------------------ | ------------------------------------------------------------------------ | ------------------------------------------------------------------------ | ------------------------------------------------------------------------ | ------------------------------------------------------------------------ |
| 24-10-2017                                                               | Zaprešić                                                                 | Croazia                                                                  | 0 – 4                                                                    | Danimarca                                                                | Qual. Mondiali 2019                                                      | 1                                                                        | 90+2’                                                                    |
| 5-3-2018                                                                 | Faro                                                                     | Giappone                                                                 | 2 – 0                                                                    | Danimarca                                                                | Algarve Cup 2018 - 1º turno                                              | -                                                                        | 64’                                                                      |
| 21-1-2019                                                                | Aarhus                                                                   | Danimarca                                                                | 1 – 0                                                                    | Finlandia                                                                | Amichevole                                                               | -                                                                        | 53’                                                                      |
| 27-2-2019                                                                | Faro                                                                     | Danimarca                                                                | 1 – 2                                                                    | Norvegia                                                                 | Algarve Cup 2019 - 1º turno                                              | -                                                                        | 87’                                                                      |
| 4-3-2019                                                                 | Vila Real de Santo António                                               | Danimarca                                                                | 1 – 0                                                                    | Cina                                                                     | Algarve Cup 2019 - 1º turno                                              | -                                                                        | 46’                                                                      |
| 6-3-2019                                                                 | Faro                                                                     | Scozia                                                                   | 1 – 0                                                                    | Danimarca                                                                | Algarve Cup 2019 - Finale 5º posto                                       | -                                                                        | 66’                                                                      |
| 8-4-2019                                                                 | Strasburgo                                                               | Francia                                                                  | 4 – 0                                                                    | Danimarca                                                                | Amichevole                                                               | -                                                                        | 81’                                                                      |
| 25-5-2019                                                                | Londra                                                                   | Inghilterra                                                              | 2 – 0                                                                    | Danimarca                                                                | Amichevole                                                               | -                                                                        | 64’                                                                      |
| 17-9-2020                                                                | Zenica                                                                   | Bosnia ed Erzegovina                                                     | 0 – 4                                                                    | Danimarca                                                                | Qual. Euro 2022                                                          | -                                                                        | 62’                                                                      |
| 22-9-2020                                                                | Ta' Qali                                                                 | Malta                                                                    | 0 – 8                                                                    | Danimarca                                                                | Qual. Euro 2022                                                          | 2                                                                        | 67’                                                                      |
| 21-10-2020                                                               | Viborg                                                                   | Danimarca                                                                | 4 – 0                                                                    | Israele                                                                  | Qual. Euro 2022                                                          | 1                                                                        | 66’                                                                      |
| 27-10-2020                                                               | Empoli                                                                   | Italia                                                                   | 1 – 3                                                                    | Danimarca                                                                | Qual. Euro 2022                                                          | -                                                                        | 72’                                                                      |
| 8-4-2021                                                                 | Dublino                                                                  | Irlanda                                                                  | 0 – 1                                                                    | Danimarca                                                                | Amichevole                                                               | -                                                                        | 73’                                                                      |
| 16-9-2021                                                                | Viborg                                                                   | Danimarca                                                                | 7 – 0                                                                    | Malta                                                                    | Qual. Mondiali 2023                                                      | 2                                                                        |                                                                          |
| 21-9-2021                                                                | Baku                                                                     | Azerbaigian                                                              | 0 – 8                                                                    | Danimarca                                                                | Qual. Mondiali 2023                                                      | 2                                                                        | 69’                                                                      |
| 21-10-2021                                                               | Aarhus                                                                   | Danimarca                                                                | 8 – 0                                                                    | Bosnia ed Erzegovina                                                     | Qual. Mondiali 2023                                                      | 3                                                                        | 77’                                                                      |
| 26-10-2021                                                               | Podgorica                                                                | Montenegro                                                               | 1 – 5                                                                    | Danimarca                                                                | Qual. Mondiali 2023                                                      | 1                                                                        | 46’                                                                      |
| 25-11-2021                                                               | Zenica                                                                   | Bosnia ed Erzegovina                                                     | 0 – 3                                                                    | Danimarca                                                                | Qual. Mondiali 2023                                                      | 1                                                                        | 82’                                                                      |
| 30-11-2021                                                               | Viborg                                                                   | Danimarca                                                                | 3 – 1                                                                    | Russia                                                                   | Qual. Mondiali 2023                                                      | 1                                                                        | 85’                                                                      |
| 16-2-2022                                                                | Lagos                                                                    | Danimarca                                                                | 0 – 1                                                                    | Italia                                                                   | Algarve Cup 2022 - 1º turno                                              | -                                                                        | 77’                                                                      |
| 12-6-2022                                                                | Wiener Neustadt                                                          | Austria                                                                  | 1 – 2                                                                    | Danimarca                                                                | Amichevole                                                               | -                                                                        | 66’                                                                      |
| 24-6-2022                                                                | Copenaghen                                                               | Danimarca                                                                | 2 – 1                                                                    | Brasile                                                                  | Amichevole                                                               | -                                                                        | 61’                                                                      |
| 29-6-2022                                                                | Solna                                                                    | Danimarca                                                                | 1 – 2                                                                    | Norvegia                                                                 | Amichevole                                                               | 1                                                                        | 46’                                                                      |
| 8-7-2022                                                                 | Brentford                                                                | Germania                                                                 | 4 – 0                                                                    | Danimarca                                                                | Euro 2022 - Fase a gironi                                                | -                                                                        | 56’                                                                      |
| 12-7-2022                                                                | Milton Keynes                                                            | Danimarca                                                                | 1 – 0                                                                    | Finlandia                                                                | Euro 2022 - Fase a gironi                                                | -                                                                        | 64’                                                                      |
| 1-9-2022                                                                 | Viborg                                                                   | Danimarca                                                                | 5 – 1                                                                    | Montenegro                                                               | Qual. Mondiali 2023                                                      | 1                                                                        | 63’                                                                      |
| 11-10-2022                                                               | Viborg                                                                   | Danimarca                                                                | 1 – 3                                                                    | Australia                                                                | Amichevole                                                               | -                                                                        | 61’                                                                      |
| 11-11-2022                                                               | Sciaffusa                                                                | Svizzera                                                                 | 1 – 2                                                                    | Danimarca                                                                | Amichevole                                                               | 2                                                                        | 17’                                                                      |
| 15-11-2022                                                               | Zwolle                                                                   | Paesi Bassi                                                              | 2 – 0                                                                    | Danimarca                                                                | Amichevole                                                               | -                                                                        | 61’                                                                      |
| 15-2-2023                                                                | Laval                                                                    | Francia                                                                  | 1 – 0                                                                    | Danimarca                                                                | Torneo di Francia 2023                                                   | -                                                                        | 70’                                                                      |
| 18-2-2023                                                                | Laval                                                                    | Danimarca                                                                | 2 – 0                                                                    | Norvegia                                                                 | Torneo di Francia 2023                                                   | -                                                                        | 40’ 85’                                                                  |
| 21-2-2023                                                                | Laval                                                                    | Danimarca                                                                | 3 – 2                                                                    | Uruguay                                                                  | Torneo di Francia 2023                                                   | -                                                                        | 75’                                                                      |
| 5-7-2023                                                                 | Gladsaxe                                                                 | Danimarca                                                                | 0 – 2                                                                    | Spagna                                                                   | Amichevole                                                               | -                                                                        | 77’                                                                      |
| 22-7-2023                                                                | Perth                                                                    | Danimarca                                                                | 1 – 0                                                                    | Cina                                                                     | Mondiali 2023 - Fase a gironi                                            | -                                                                        | 62’                                                                      |
| 1-8-2023                                                                 | Perth                                                                    | Haiti                                                                    | 0 – 2                                                                    | Danimarca                                                                | Mondiali 2023 - Fase a gironi                                            | -                                                                        | 62’                                                                      |
| 7-8-2023                                                                 | Sydney                                                                   | Australia                                                                | 2 – 0                                                                    | Danimarca                                                                | Mondiali 2023 - Ottavi di finale                                         | -                                                                        | 63’                                                                      |
| 22-9-2023                                                                | Viborg                                                                   | Danimarca                                                                | 2 – 0                                                                    | Germania                                                                 | UEFA Women's Nations League 2023-2024 - Fase a gironi                    | -                                                                        | 89’                                                                      |
| 26-9-2023                                                                | Cardiff                                                                  | Galles                                                                   | 1 – 5                                                                    | Danimarca                                                                | UEFA Women's Nations League 2023-2024 - Fase a gironi                    | -                                                                        | 66’                                                                      |
| 27-10-2023                                                               | Reykjavík                                                                | Islanda                                                                  | 0 – 1                                                                    | Danimarca                                                                | UEFA Women's Nations League 2023-2024 - Fase a gironi                    | -                                                                        | 77’                                                                      |
| 28-2-2024                                                                | Marbella                                                                 | Danimarca                                                                | 1 – 1                                                                    | Austria                                                                  | Amichevole                                                               | -                                                                        | 73’                                                                      |
| 31-5-2024                                                                | Vejle                                                                    | Danimarca                                                                | 0 – 2                                                                    | Spagna                                                                   | Qual. Euro 2025i                                                         | -                                                                        | 85’                                                                      |
| 4-6-2024                                                                 | Santa Cruz de Tenerife                                                   | Spagna                                                                   | 3 – 2                                                                    | Danimarca                                                                | Qual. Euro 2025                                                          | -                                                                        |                                                                          |
| 12-7-2024                                                                | Sint-Truiden                                                             | Belgio                                                                   | 0 – 3                                                                    | Danimarca                                                                | Qual. Euro 2025                                                          | -                                                                        | 77’                                                                      |
| 16-7-2024                                                                | Vejle                                                                    | Danimarca                                                                | 2 – 0                                                                    | Rep. Ceca                                                                | Qual. Euro 2025                                                          | 1                                                                        | 46’                                                                      |
| 25-10-2024                                                               | Aalborg                                                                  | Danimarca                                                                | 5 – 0                                                                    | Sudafrica                                                                | Amichevole                                                               | 2                                                                        |                                                                          |
| 25-10-2024                                                               | Esbjerg                                                                  | Danimarca                                                                | 1 – 2                                                                    | Paesi Bassi                                                              | Amichevole                                                               | -                                                                        |                                                                          |
| 2-12-2024                                                                | San Pedro del Pinatar                                                    | Danimarca                                                                | 2 – 0                                                                    | Islanda                                                                  | Amichevole                                                               | 2                                                                        |                                                                          |
| 21-2-2025                                                                | Odense                                                                   | Danimarca                                                                | 1 – 2                                                                    | Svezia                                                                   | -                                                                        | -                                                                        |                                                                          |
| 25-2-2025                                                                | La Spezia                                                                | Italia                                                                   | 1 – 3                                                                    | Danimarca                                                                | UEFA Women's Nations League 2025 - Fase a gironi                         | -                                                                        | 66’                                                                      |
| 4-4-2025                                                                 | Cardiff                                                                  | Galles                                                                   | 1 – 2                                                                    | Danimarca                                                                | UEFA Women's Nations League 2025 - Fase a gironi                         | 1                                                                        |                                                                          |
| Totale                                                                   |                                                                          | Presenze                                                                 | 50                                                                       |                                                                          | Reti                                                                     | 24                                                                       |                                                                          |

## Palmarès

### Club
- Campionato danese: 2

Fortuna Hjørring: 2015-2016, 2017-2018
- Coppa di Danimarca: 1

Fortuna Hjørring: 2015-2016
- Campionato francese: 1

Paris Saint-Germain: 2020-2021
- Supercoppa francese: 1

Olympique Lione: 2022